# ZX Interface 2

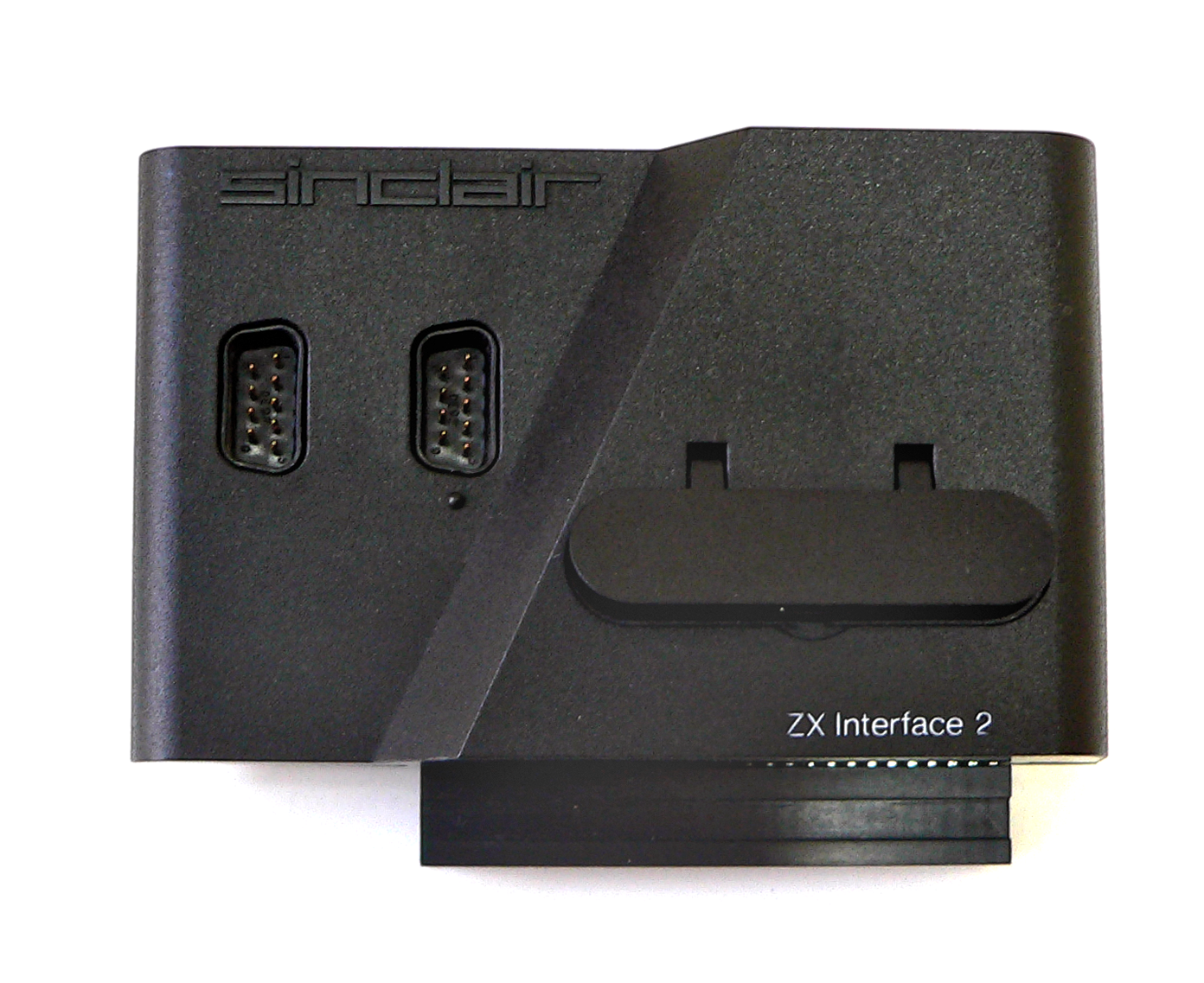
ZX Interface 2

La ZX Interface 2 va ser un perifèric de Sinclair Research llançat el setembre de 1983, per al seu microordinador ZX Spectrum. Tenia dos ports de palanca de control i una ranura per a cartutxos ROM, que oferia temps de càrrega «instantanis». Els ports de les palanques de control no eren compatibles amb la popular interfície Kempston, i així no funcionaven amb la majoria dels jocs per al Spectrum alliberats abans de la seva creació. A més, el bus d'expansió ofert per la Interface 2 va ser incomplet, i només va permetre afegir una impressora ZX.

## Títols compatibles
La disponibilitat de programari en cartutxos era molt limitada: el cost va ser de gairebé el doble del que el mateix joc en cinta de casset, i cada cartutx només podria sostenir 16 kB, cosa que ha fet el dispositiu gairebé immediatament obsolet, com la majoria dels Spectrum venuts eren els models 48K, que eren l'objectiu dels editors de programari.
Només deu jocs van ser llançats comercialment:
1. Jetpac
2. PSSST
3. Cookie
4. Tranz Am
5. Chess
6. Backgammon
7. Hungry Horace
8. Horace and the Spiders
9. Planetoids
10. Space Raiders

Paul Farrow ha demostrat que és possible produir cartutxos ROM personalitzats, incloent-hi l'habilitat per superar la limitació de disseny de 16 kB.

## Ports de palanca de control
La Interface 2 va venir amb dos ports de palanca de control que (a diferència del Kempston que utilitzava l'ordre IN31) van ser assignades a pulsacions de tecles reals. El «jugador 1» va correspondre a 1-5 i el «jugador 2» va correspondre a 6-0. Aquest principi semblava incompatible amb el disseny del mateix teclat Sinclair, tenint en compte que el mateix tenia les tecles de cursor assignades a 5-8 amb 0 típicament sent utilitzat pels jocs com un botó de tret. Interfícies de palanca de control que assignaven les tecles de cursor estaven disponibles, però igual que la popular interfície Kempston es limitaven a donar suport a una única palanca de control. Era la funció de doble palanca de la ZX Interface 2, que va resultar ser el seu punt de venda principal.